# Volkswagen Gol BX
El Volkswagen Gol BX es un automóvil de turismo del segmento B, producido en Brasil por la filial local del fabricante alemán Volkswagen. Se trató de la primera generación del modelo Volkswagen Gol, que fue lanzado en el año 1980, resultando una respuesta muy importante de la casa alemana en Brasil ante la competencia que comenzaba a presentar vehículos con motores y tracción delantera.
Este automóvil fue un desarrollo netamente local realizado por la Volkswagen do Brasil, con el fin de poder reemplazar al Volkswagen Tipo 1 (producido en Brasil con el nombre Fusca) que se venía vendiendo desde el año 1950, más allá de que la producción de este último modelo había sido reactivada en el año 1992 por pedido del entonces presidente Itamar Franco. Su desarrollo incluyó la creación de una nueva plataforma modular que fue denominada como "Plataforma BX", a la vez de haber sido desarrollados otros modelos que fueron derivados del Gol, siendo estos la pickup Saveiro, la rural Parati y el sedán Voyage. Esta plataforma fue diseñada por el ingeniero alemán Phillipp Schmidt quien había sido trasladado desde la casa matriz para hacerse cargo de la filial brasileña. Con estos modelos se dio reemplazo no solamente al llamado Fusca, sino también a su derivado, el Volkswagen Brasilia
En su primera versión, este Gol configuraba con su chasis autoportante, un grupo mecánico consistente en motor y caja de velocidades dispuestos en posición longitudinal. El hecho de poder emplear esta configuración, tuvo que ver con la posibilidad de aprovechar la utilización del motor boxer de 1.3 litros refrigerado por aire, originario del Fusca, aunque posicionado en este caso en la parte delantera del coche. Con el paso del tiempo, esta motorización fue reemplazada por nuevos impulsores refrigerados a agua y con mejor desempeño, entre los que se incluyeron los motores AP de origen Audi de 1.6 hasta 2.0 litros, como así también hubo una versión económica, denominada "Gol 1000", la cual fue equipada con un motor Ford CHT de 1.0 litros, derivado del Motor Cléon-Fonte de origen Renault que equipó a los modelos Corcel y Escort de la Ford brasileña. Esta combinación fue posible, debido a la creación en el mercado sudamericano de la alianza Autolatina en 1987, la cual nucleaba las acciones de las marcas Volkswagen y Ford.
Con relación a su carrocería, el diseño de este coche estuvo inspirado en la silueta rectilínea del modelo Scirocco y fue bautizado con la nomenclatura Gol, por el arraigo que tiene el fútbol en la región sudamericana, principalmente en Argentina y Brasil. A su vez, tanto el Gol como la rural Parati solamente estuvieron disponibles en versiones de 3 puertas, mientras que el sedán Voyage tuvo versiones tanto de 2 como de 4 puertas, siendo esta última la única versión comercializada en el mercado argentino, siendo ofrecida bajo las nomenclaturas Gacel (entre 1989 y 1991) y Senda (entre 1992 y 1996). Completaba la gama de carrocerías, la pick-up liviana Saveiro ofrecida en ambos países y que únicamente presentó versiones de cabina simple.
Su producción finalizó en Brasil en el año 1994 con el lanzamiento de su sucesor, el Volkswagen Gol AB9 y con el cual convivió en producción en el mercado argentino, hasta su desaparición definitiva en 1996.

## Historia

### Desarrollo del proyecto BX
A mediados de los años 1970, modelos nuevos como el Fiat 147 y el Chevette empezaban a dominar el mercado brasileño y latinoamericano, mientras que los Fusca (Escarabajo) y Brasilia sufrían del peso de los años. Ya que la clientela no podía costearse un Golf o Polo importado, la marca decidió fabricar localmente un automóvil nuevo.
En mayo de 1976 Phillipp Schmidt, ingeniero Alemán responsable del diseño del Volkswagen Polo, se encargó del departamento de investigación y desarrollo de la subsidiaria brasileña de Volkswagen. De esta forma, el proyecto BX comenzó a gestarse. El primer prototipo tomó forma un año y medio después, siendo presentado finalmente ante el público bajo la denominación Volkswagen Gol. El nombre elegido hace alusión al tanto efectuado para ganar un partido de fútbol, siendo en este caso un homenaje al fanatismo del público brasileño por la práctica de este deporte, más aún teniendo en cuenta los logros de la selección brasileña de fútbol. A pesar de haber sido proyectado inicialmente para el mercado brasileño, tras su desembarco en Argentina el coche mantuvo su denominación, ya que en dicho mercado también se profesa un amplio fervor por dicho deporte.
En 1980, se lanzaron al mercado los primeros VW Gol en versiones de gasolina o Etanol (alcohol  Gol), incorporó un motor bóxer de 4 cilindros enfriado por aire del Volkswagen Tipo 1 de 1,3 litros (1285 cc.) y 42 CV, pero montado en el frente en orientación longitudinal, a diferencia de sus primos europeos de motor transversal. El Gol incorporó una carrocería hatchback de tres puertas y un diseño anguloso similar al Scirocco, y siguiendo la política de Volkswagen de nombrar modelos con términos del deporte, se eligió Gol, debido a la tradición futbolística de Latinoamérica.

### Primeros años
En 1981 se reemplazó el motor de 1285 cc. por uno de 1600 cc. doble carburador, también refrigerado por aire, con una potencia de 56 CV. A mediados de los 80, este motor fue sustituido por el 1.6 y 1.8 litros del Passat  refrigerado por agua y de gasolina montado longitudinalmente. Su aceleración de 0 a 100 km/h era de 15 s, contra 22 segundos del motor de 1.3 L. En mayo de 1981 y junio de 1982 surgieron dos nuevas versiones: la familiar Parati y la pickup Saveiro, que aumentaban la capacidad de carga por una pequeña suma de dinero.
El sedán Voyage inició su producción en Argentina en 1983, aunque en este mercado fue redenominado inicialmente como Gacel y luego (tras su primer rediseño) como Senda. La pickup Saveiro, por su parte, fue puesta a la venta en septiembre de 1982, siendo presentada como una opción para las empresas de transporte de carga y a los trabajadores del campo. Este modelo fue importado a la Argentina recién en 1992.
Paralelamente, en los años 1980, la empresa brasileña PAG (Projets d`AvantGarde Ltda.) fabricó una serie de modelos conocidos como "Pag Nick", que eran pickups Saveiro modificadas (la modificación más notoria, era un fuerte recorte a su distancia entre ejes), con diseños vistosos aunque poco ortodoxos.

### Gol GT
Emulando al Golf GTI, se lanzó el Gol GT que incorporaba elementos deportivos como suspensión deportiva, llantas de aluminio, luces buscahuellas y butacas Recaro; su motor era un 1.8 L de 99 CV (AP1800), esta vez refrigerado por agua. Su éxito hizo que en 1985 se modificara a 1.6 litros (AP1600) para instalarlo en las versiones más equipadas. Con la ayuda de Audi, VW modificó ambos motores, que se pasaron a llamar AP1600 y AP1800; este último alcanzaba los 90 CV en las versiones más equipadas, y 99 CV en el GTI Polo Sport.

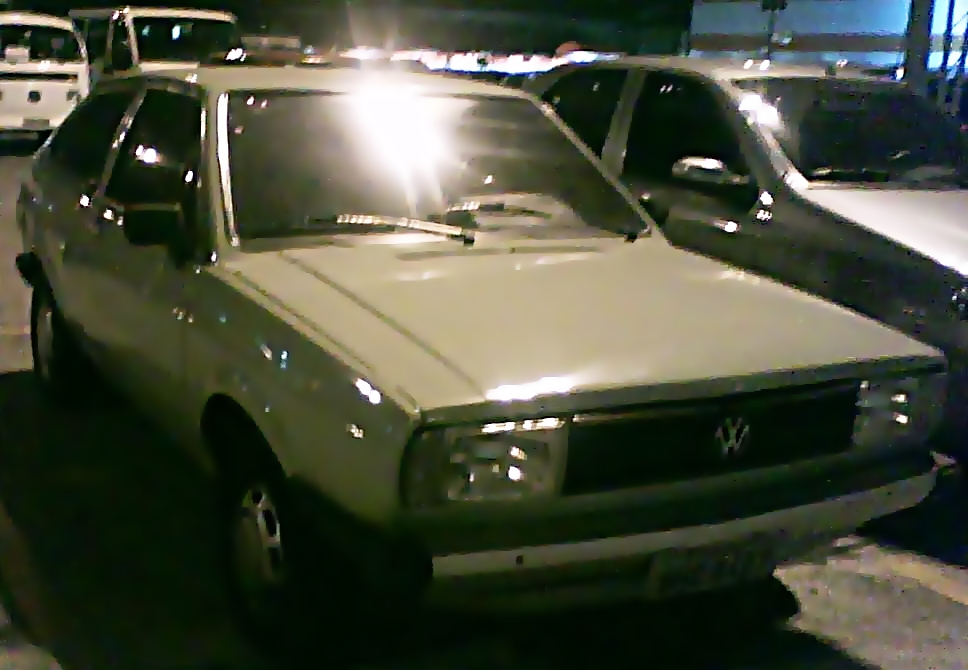
Volkswagen Gol 1980
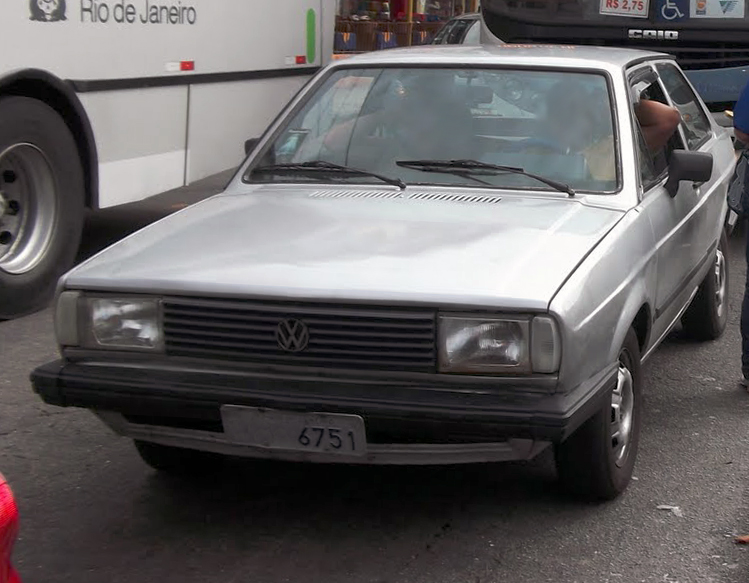
Volkswagen Voyage 1982
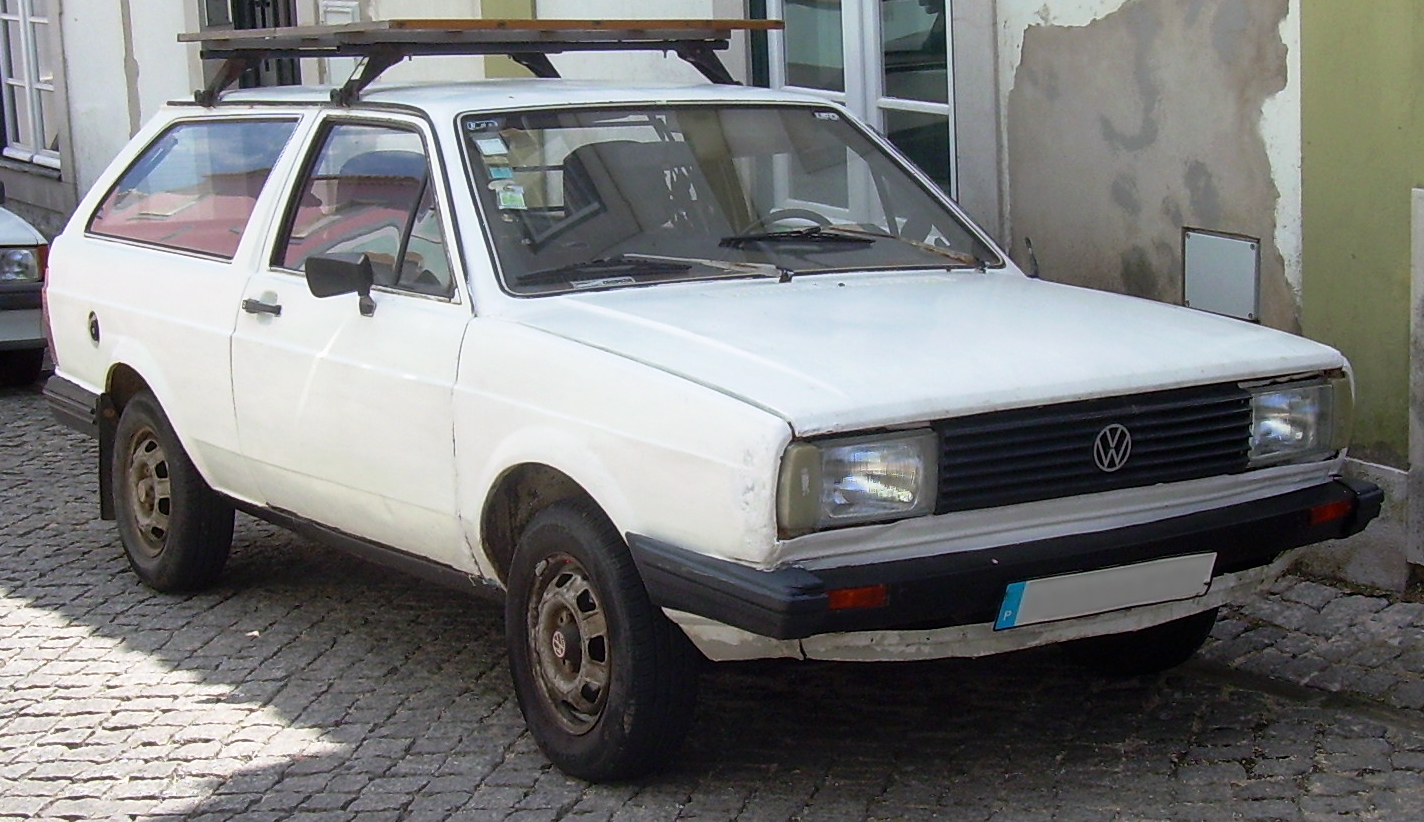
Volkswagen Parati 1982

### Primera reestilización (1987)
Para principios de 1987 se hizo el primer restyling, modificándose los paneles de la carrocería, las luces y el interior. El "Gol C" era la versión de entrada de gama, poco diferente al Gol vendido anteriormente. Los "Gol CL" y "Gol GL" eran los niveles de equipamiento intermedio y de tope de gama, y tenían un motor gasolina CHT AE 1600 de 73 CV de potencia máxima. La variante deportiva, llamada "Gol GTS", tenía un AP1800 de 99 CV y detalles visuales deportivos. En 1987 el Gol fue el automóvil más vendido en Brasil, título que mantuvo de manera ininterrumpida hasta 2014.

### Gol GTi (1989-1994)
Se estrenó al final de 1988 el Gol GTi, primer automóvil con inyección electrónica producido en Sudamérica. Su motor AP 2000 desarrollaba 125 CV, un momento de 17,5 kgm, este motor era el mismo que el utilizado en el Santana, aunque equipado con inyección de combustible para el GTI, se podía lograr una aceleración de 0 a 100 km/h en 8,8 s y una velocidad máxima de 185 km/h. Al ser la versión más deportiva, tenía frenos a disco ventilados delanteros, parachoques en gris plata, alerón trasero, faros auxiliares y antiniebla integrados en el parachoques y un diseño con apliques aerodinámicos.

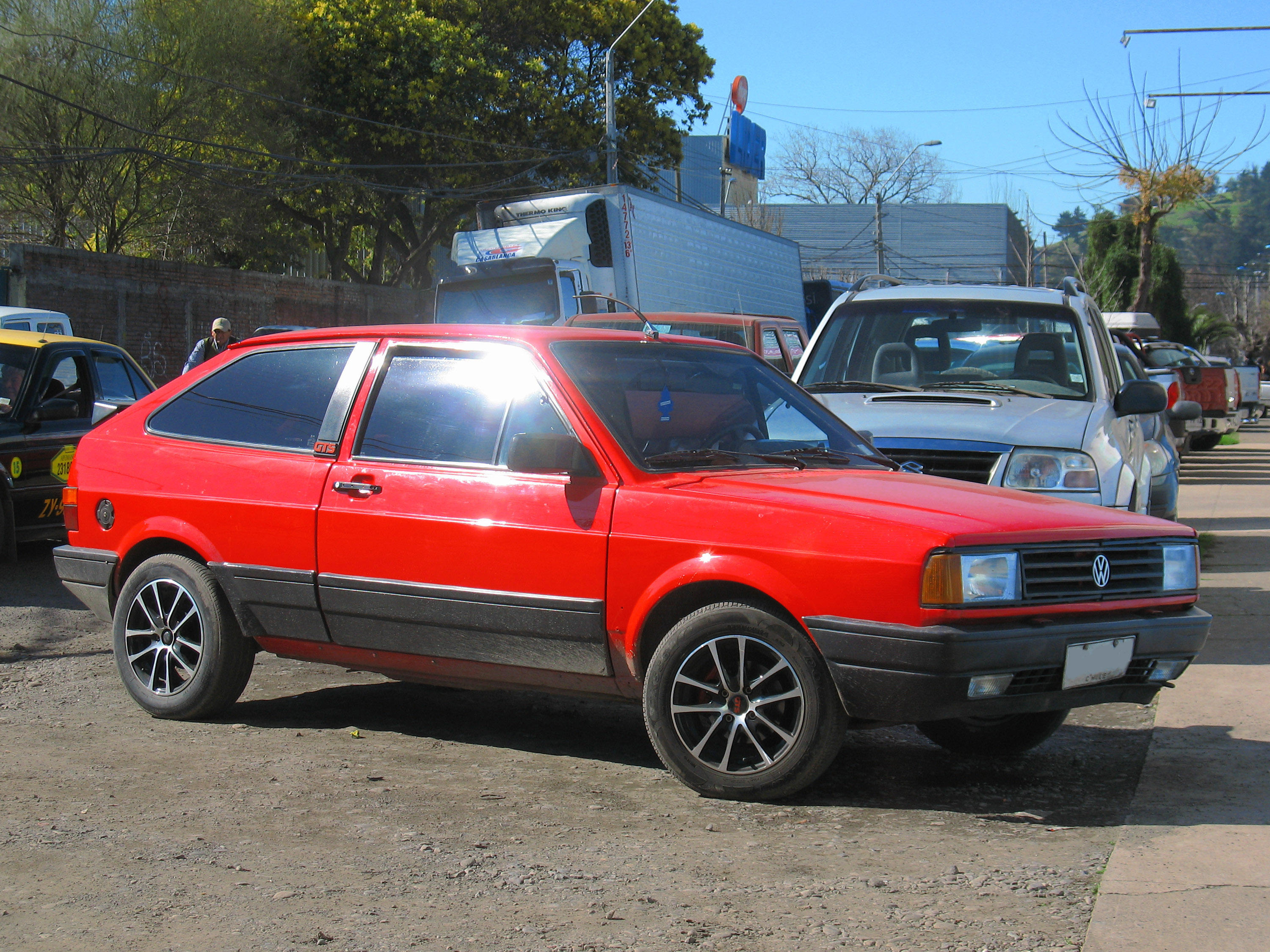
Volkswagen Gol GTS 1989
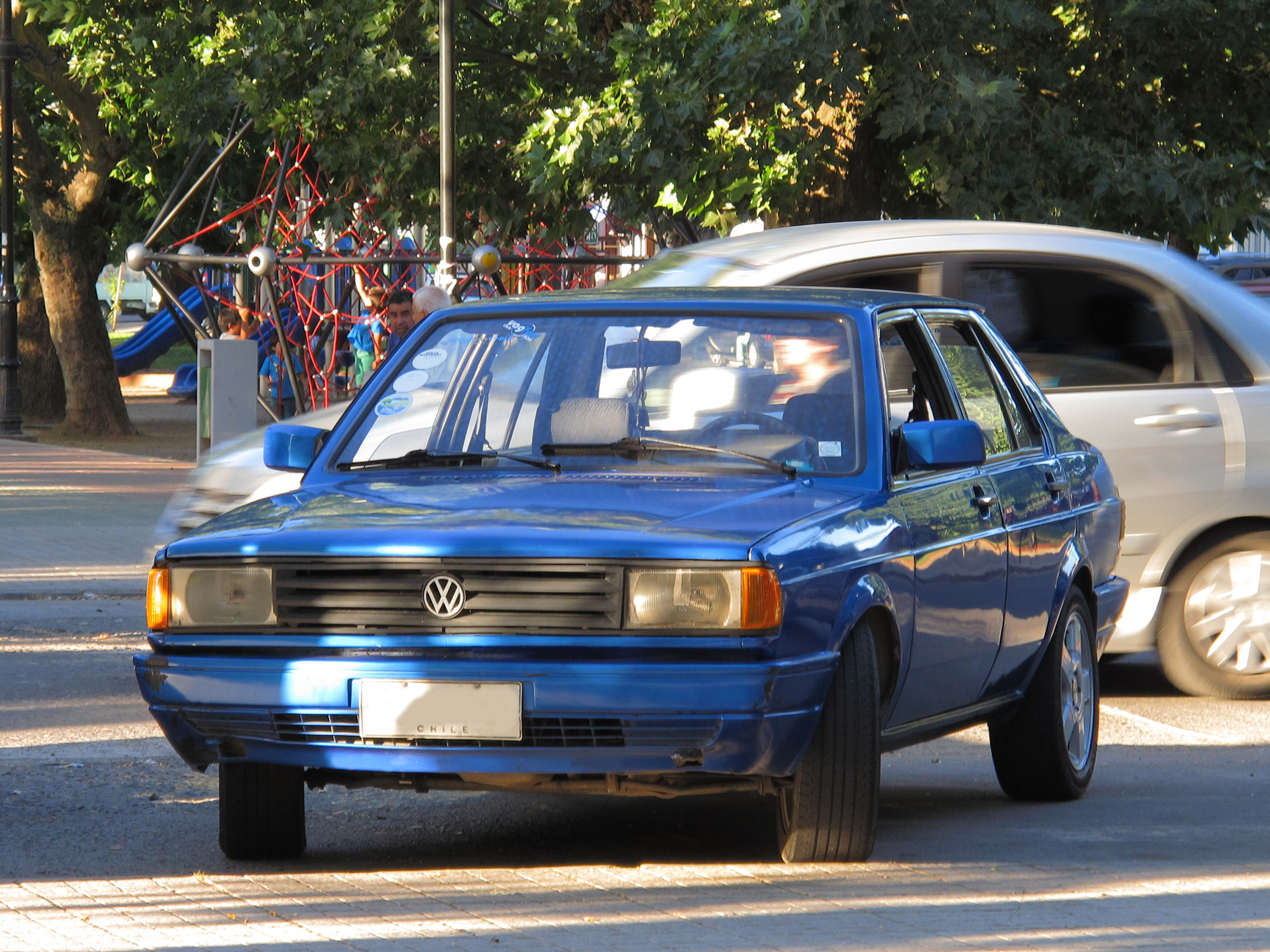
Volkswagen Voyage 4 puertas
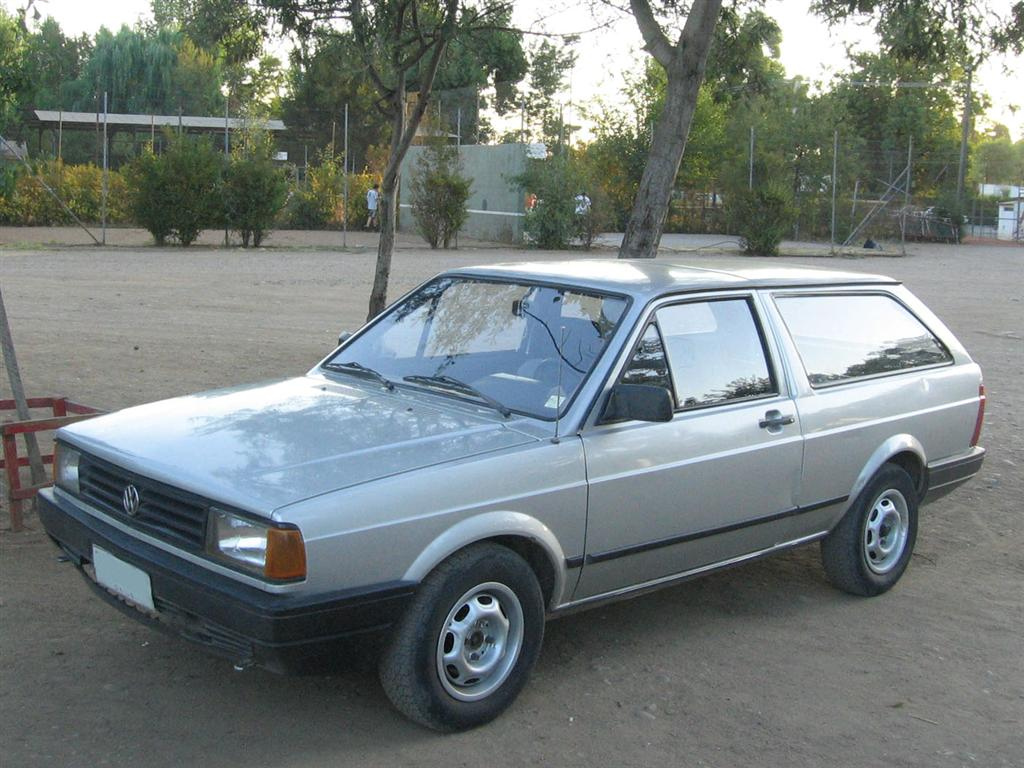
Volkswagen Parati familiar 1989

### Segunda reestilización (1991)
El AP2000 "bravo" fue llevado a 1.8 L (apodado "manso") para la versión GL Star. En 1991, el Gol recibió una segunda reestilización que lo hizo más redondeado. Para rivalizar con el Fiat Uno Mille, se lanzó en 1991 el Gol 1000 con un motor AE1000 de 50 CV, más económico y que aprovechaba los beneficios fiscales de Brasil a los automóviles con motores de baja cilindrada.

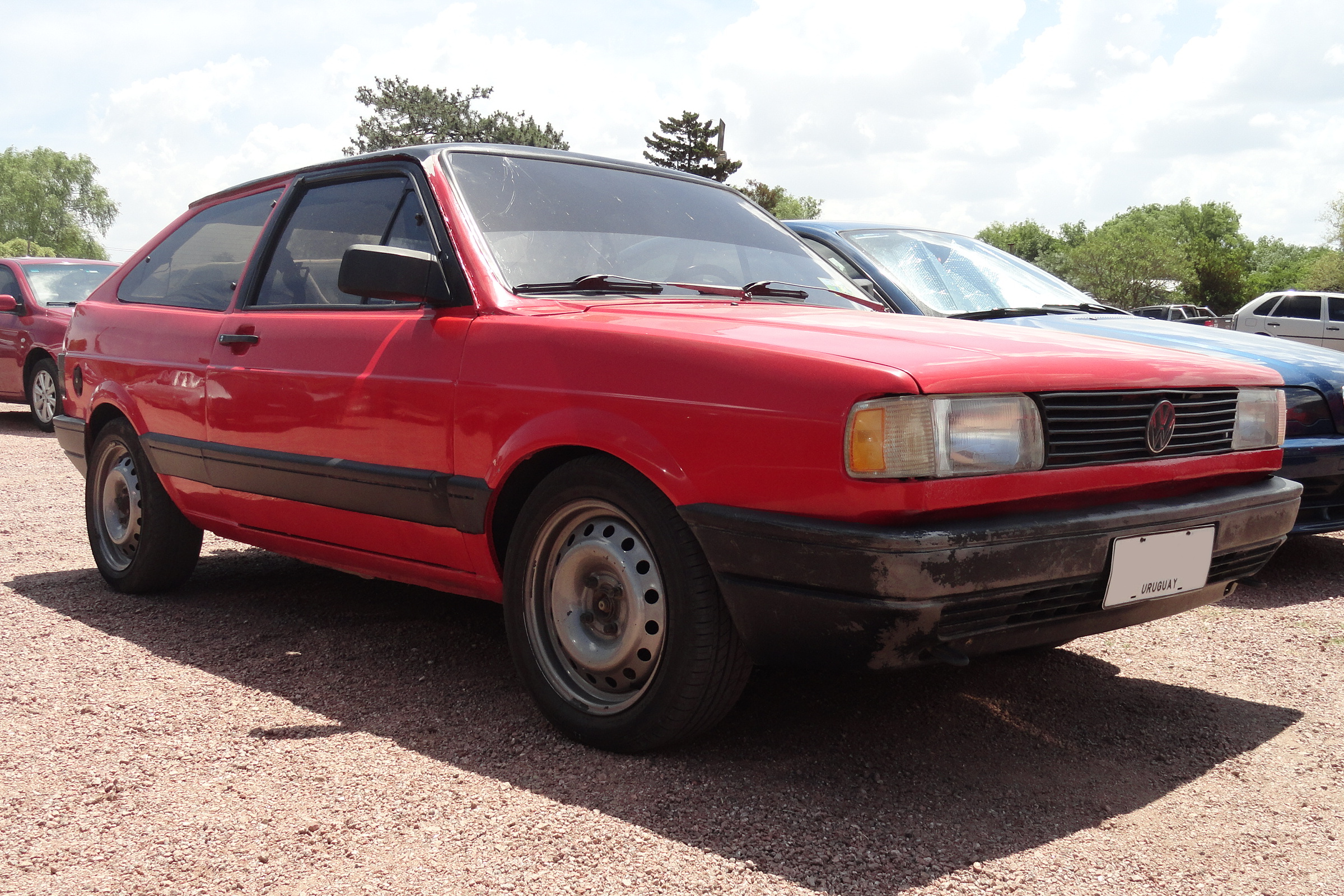
Volkswagen Gol 1991
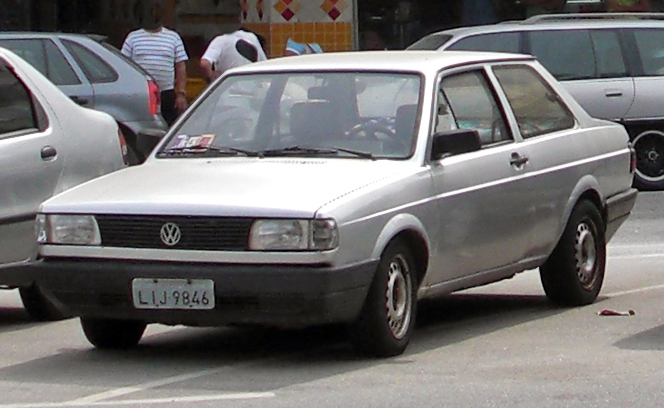
Volkswagen Voyage 2 puertas
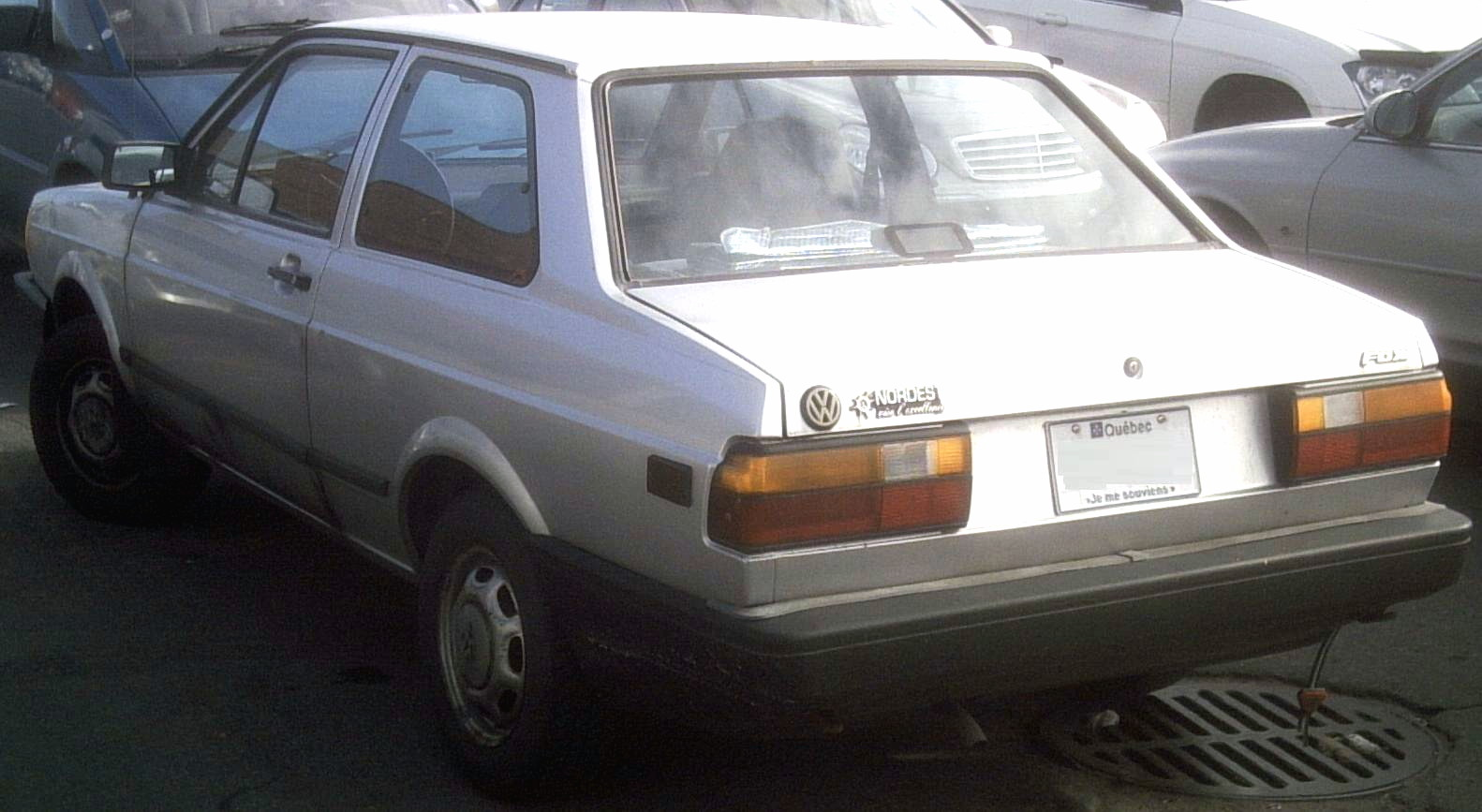
Volkswagen Fox 2 puertas
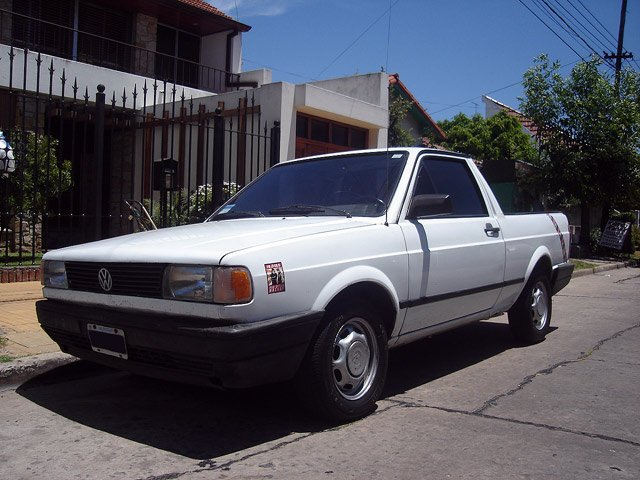
Volkswagen Saveiro